# Angélique Kidjo

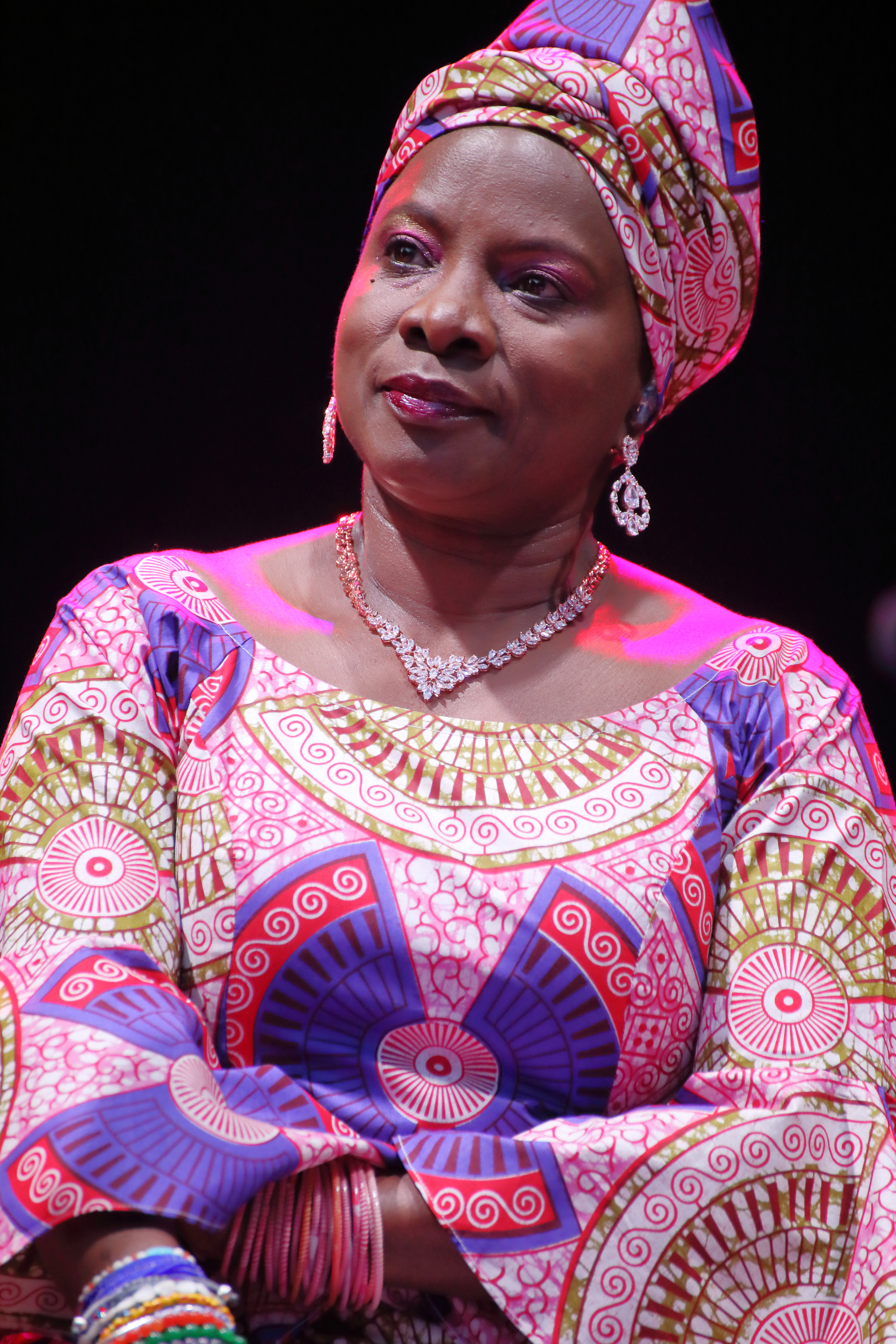
Angélique Kidjo mit Sing The Truth auf dem Rudolstadt-Festival 2019

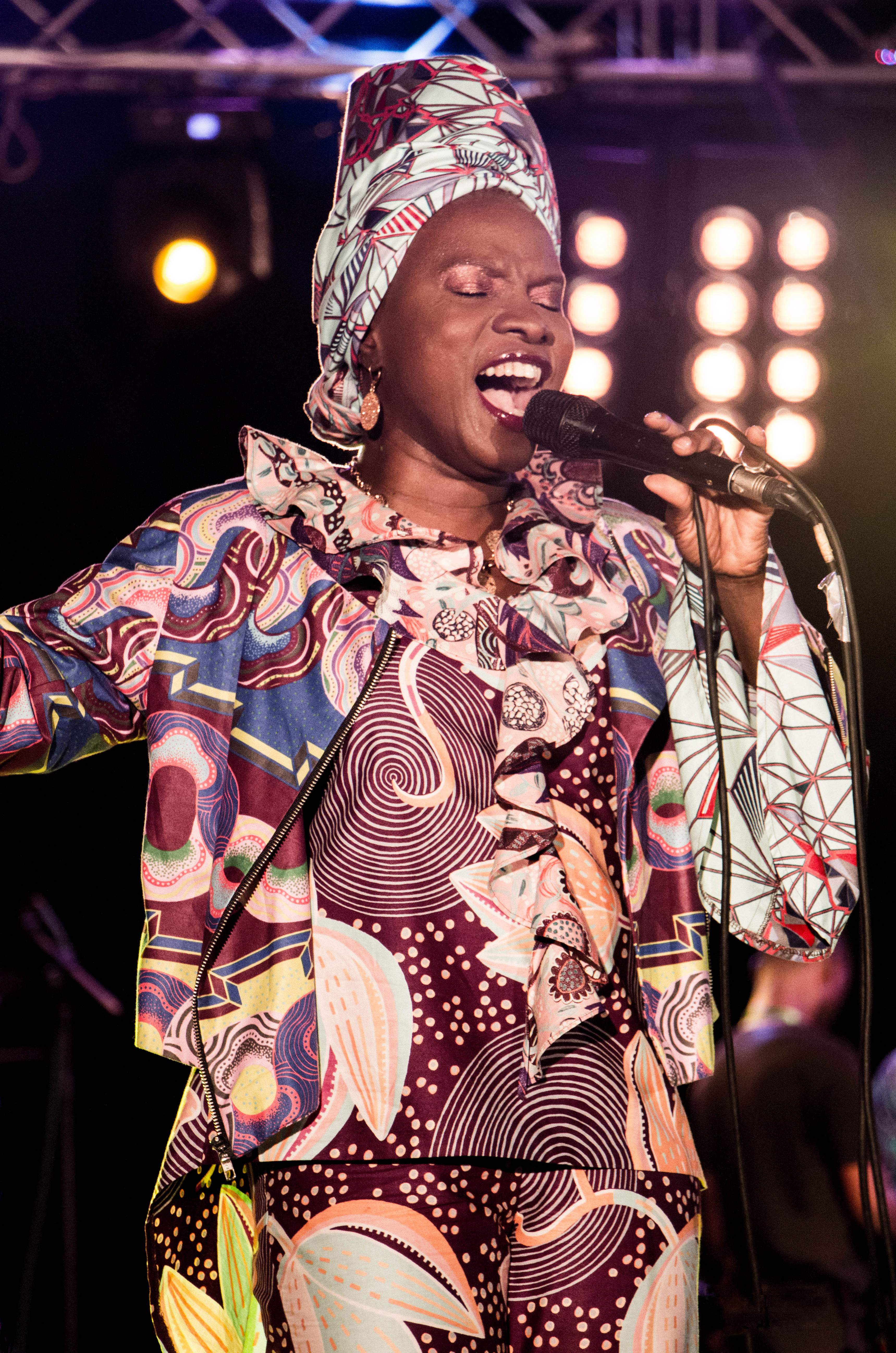
Angélique Kidjo 2017

Angélique Kidjo [ɑ̃ʒeˈlik kiˈdʒo] (* 14. Juli 1960 in Ouidah, Benin) ist eine beninisch-französische Singer-Songwriterin und Choreografin. Sie erhielt fünfmal den Grammy Award, so häufig wie kein anderer afrikanischer Künstler.

## Leben und Wirken
Angélique Kidjo wurde von ihren beiden Großmüttern und ihrer Mutter aufgezogen. Von ihrer Mutter, die ein Theater in Benin führte, erlernte sie früh das Singen und Tanzen. Ihr Vater war sehr musikinteressiert und brachte Schallplatten aus aller Welt mit nach Hause. Er zeigte ihr auch die ersten Griffe auf dem Banjo. Auch Angélique Kidjos ältere Brüder, die in einer Band spielten, übten großen musikalischen Einfluss auf sie aus. Um das Jahr 1982 wanderte sie nach Frankreich aus, weil sie sich von der damaligen kommunistischen Regierung mit Gefängnis bedroht sah, da sie keine staatstragenden Lieder sang.
In Paris studierte sie Gesang an der Jazz-Hochschule Centre d’informations musicales (CIM) und kurzzeitig auch Jura, da sie sich für die Menschenrechte einsetzen wollte. Sie gab das Jura-Studium bald wieder auf, um sich voll und ganz der Musik zu widmen. Sie wurde bekannt für Weltmusik mit unterschiedlichsten musikalischen Einflüssen, zum Beispiel Musik aus ihrer Heimat Benin, Afro-Pop, R&B, Jazz aber auch lateinamerikanische und afrokaribische Musik. Einen beachtlichen Teil ihrer Lieder singt sie in den in ihrem Heimatland gesprochenen Sprachen Fon und Yoruba, außerdem singt sie auf Englisch, Französisch und Spanisch.
Kidjo machte zudem durch ihre, aus traditionellen Tänzen weiterentwickelten, Tanz-Performances auf sich aufmerksam, die in ihren Musikvideos eine wichtige Rolle spielen. Ihr erstes Album nahm sie 1989 auf, welches durch Zufall Chris Blackwell in die Hände bekam, der die CD über seine Plattenfirma Island Records veröffentlichte.
Nach einigen Tourneen mit Jasper van’t Hofs Pili-Pili und den folgenden drei Studioalben Jakko (1987), Be in Two Minds (1988), produziert vom Dissidenten-Schlagwerker Marlon Klein, und Hotel Babo (1990) wurde sie 1994 mit ihrem Titel Agolo (Platz 57 in Deutschland) international bekannt. 
Ihr Album Djin Djin (2007), auf dem unter anderem Joss Stone, Alicia Keys und Peter Gabriel als Gastsänger mitwirkten, wurde von Tony Visconti produziert.
Zu ihren prägendsten musikalischen Einflüssen gehören u. a. Jimi Hendrix und Miriam Makeba.
Am 25. Juli 2002 wurde sie zur internationalen UNICEF-Botschafterin ernannt. Seit mehreren Jahren ist sie Global Campaigner bei der Entwicklungshilfeorganisation Oxfam, bei deren Kampagnen Make Trade Fair und Control Arms sie besonders aktiv war.
Im Jahr 2004 begann sie als Hommage an Nina Simone mit Lizz Wright und Dianne Reeves das Projekt Sing the Truth. Inzwischen wurde Dianne Reeves von Cécile McLorin Salvant ersetzt. Unter der künstlerischen Leitung der Schlagzeugerin Terri Lyne Carrington widmen sich die Musikerinnen dem Werk engagierter Frauen wie Odetta, Billie Holiday, Miriam Makeba und anderen. 2014 war sie an dem britischen Benefiz-Projekt Band Aid 30 beteiligt, dann an Les Amazones d’Afrique. Auf ihrem Album Celia (2019) beschäftigt sie sich mit der Musik von Celia Cruz. Im Jahr 2021 wurde eine Version des Liedes Biko von Peter Gabriel von dem Multimedia-Musikprojekt Playing for Change aufgenommen und zu Ehren des Black History Month veröffentlicht, 40 Jahre nach der ersten Veröffentlichung des Songs. Mehr als 25 Musiker aus sieben Ländern wirkten an der Aufnahme mit, darunter Angélique Kidjo, der Cellist Yo-Yo Ma und die Bassistin Meshell Ndegeocello.
Seit Mitte der 1990er Jahre lebt Angélique Kidjo in New York.

## Preise und Auszeichnungen
Kidjo erhielt 1992 den Prix Afrique en Creation und Octave RFI, 1995 die Danish Music Awards als Best Female Singer. Im selben Jahr wurde sie in der Kategorie „Bestes Musikvideo“ und 1999 und 2003 in der Kategorie „Bestes World-Music-Album“ für den Grammy nominiert. 1997 wurde sie mit dem Kora All African Music Award als Best African Female artist geehrt, 2002 mit den MOBO Awards. In den Jahren 2008, 2015, 2016, 2020 und 2021 wurde sie mit Grammys für das Beste (zeitgenössische) Weltmusikalbum (Djin Djin, Eve, Sings, Celia, Mother Nature) ausgezeichnet, insgesamt 14 mal war sie für den größten amerikanischen Musikpreis nominiert.
Weiterhin bekam sie vom Africa Festival Würzburg für ihr großes musikalisches Talent 2006 den Africa Festival Award. Im Jahr 2011 wurde sie mit dem Champions of Earth Award ausgezeichnet. 2016 zeichnete sie Amnesty International als Botschafterin des Gewissens aus. 2020 wurde sie vom Magazin Forbes zu den 50 mächtigsten Frauen Afrikas gezählt. 2023 erhielt sie den Polar Music Prize.

## Diskografie

### Alben
| Jahr | Titel            | Höchstplatzierung, Gesamtwochen, AuszeichnungChartplatzierungen (Jahr, Titel, Platzierungen, Wochen, Auszeichnungen, Anmerkungen) | Höchstplatzierung, Gesamtwochen, AuszeichnungChartplatzierungen (Jahr, Titel, Platzierungen, Wochen, Auszeichnungen, Anmerkungen) | Anmerkungen |
| Jahr | Titel            | FR | CH | Anmerkungen |
| ---- | ---------------- | --- | --- | --- |
| 1994 | Ayé              | — | CH18 (19 Wo.)CH | |
| 1996 | Fifa             | — | CH12 (11 Wo.)CH | Erstveröffentlichung: 18. März 1996                                                                                 |
| 1998 | Oremi            | — | CH37 (9 Wo.)CH | Erstveröffentlichung: 25. Mai 1998                                                                                  |
| 2002 | Black Ivory Soul | FR102 (4 Wo.)FR | CH52 (4 Wo.)CH | Erstveröffentlichung: 19. März 2002 Mit einem Gastauftritt von Dave Matthews                                        |
| 2004 | Oyaya!           | FR157 (3 Wo.)FR | CH50 (4 Wo.)CH | Erstveröffentlichung: 20. April 2004                                                                                |
| 2007 | Djin Djin        | FR141 (5 Wo.)FR | CH62 (7 Wo.)CH | Erstveröffentlichung: 27. April 2007 Mit Gastauftritten unter anderem von Joss Stone, Alicia Keys und Peter Gabriel |
| 2019 | Celia            | — | CH73 (1 Wo.)CH | Erstveröffentlichung: 19. April 2019                                                                                |
| 2021 | Mother Nature    | — | CH27 (3 Wo.)CH | Erstveröffentlichung: 18. Juni 2021                                                                                 |

Weitere Alben
- 1981: Pretty (nur in Afrika veröffentlicht)
- 1990: Parakou
- 1991: Logozo
- 2001: Keep On Moving: The Best Of Angélique Kidjo
- 2003: Global Balalaika Show (als Gast der Leningrad Cowboys)
- 2010: Õÿö
- 2011: Red Hot and Rio 2 (CD1 track 12)
- 2012: Spirit Rising (Live)
- 2013: Red hot and Fela (track 2)
- 2014: Eve
- 2018: Remain in Light

### Singles
| Jahr | Titel Album | Höchstplatzierung, Gesamtwochen, AuszeichnungChartsChartplatzierungen (Jahr, Titel, Album, Platzierungen, Wochen, Auszeichnungen, Anmerkungen) | Anmerkungen |
| Jahr | Titel Album | DE | Anmerkungen |
| ---- | ----------- | --- | ----------- |
| 1994 | Agolo Ayé   | DE57 (12 Wo.)DE |             |

Weitere Singles
- 2015: Love Song to the Earth (Verkäufe: + 11.000;[12] als Teil von Friends of the Earth)
- 2017: Mama Africa (Kids United feat. Angélique Kidjo & Youssou N’Dour, FR: Gold)[13]